# Anento (kommun)
Anento är en kommun i Spanien.   Den ligger i provinsen Provincia de Zaragoza och regionen Aragonien, i den nordöstra delen av landet, 210 km öster om huvudstaden Madrid. Antalet invånare är 126.